# Franjevački samostan sv. Marije Bezgrješne u Donjem Karinu
Franjevački samostan sv. Marije Bezgrješne nalazi se u Donjem Karinu na ušću rijeke Karišnice u Karinsko more. U sklopu samostana nalazi se i crkva Bezgrješnog začeća Marijina (Gospe od Anđela). 

## Povijest
Jedan od najstarijih samostana Franjevačke provincija Presvetog Otkupitelja, u kojem su se nastanili fratri iz Bosne 1429. godine. Samostan je 1514. pripojen Franjevačkoj provinciji Bosni-Hrvatskoj, Trsatskoj kustodiji, dok su svi ostali samostani ostali unutar Bosanske vikarije. Franjevci su ostali u Karinu i kad je taj kraj pao pod tursku vlast.

### Turska osvajanja
Godine 1560., fra Blaž je dobio dozvolu od kliškog sandžak-bega da popravi “kloštar” sv. Marije kod tvrđave Karin. Na početku Kandijskog rata (1645. – 1669.) samostan je razoren i napušten. Tek oko godine 1720. počelo se ozbiljnije misliti na njegovu obnovu. Poslije obnove 1730., i Karin je 1732. proglašen samostanom. Nadograđen mu je i drugi kat, a oko klaustra su bile podignute sobice za redovnike. Takav oblik, samostan je imao sve do Domovinskog rata.
Franjevci su pod turskom vlašću pastorizirali okolni kraj, što su također nastavili činiti i kasnije. Širili su pobožnost prema Blaženoj Djevici Mariji i sv. Paškalu Baylonskom, zaštitniku stoke. U samostanu su u prošlosti djelovale škole, te je postojala mala, ali vrijedna knjižnica s oko 400 knjiga, 5 inkunabula, nešto rukopisa i arhiv.

### Drugi svjetski rat
Za vrijeme Drugoga svjetskog rata oštećen mu je sjeverni dio. Samostan je temeljito obnovljen 1977. – 1978. godine, a u potpunosti uređen 1989. – 1990. Ispred samostanskog dvorišta uz cestu je i samostansko groblje.

### Domovinski rat
Taj samostan su već u kolovozu 1991. godine okupirale jedinice tzv. SAO Krajine, iz njega protjerali redovnike, te ga zajedno s crkvom i zvonikom razrušili 13. veljače u znak odmazde. Zanimljivo je da je barbarski uništena i zajednička fratarska grobnica na groblju, a sve gospodarske zgrade su spaljene. Obnova samostana započela je u proljeće 1997. godine pod vodstvom Ministarstva kulture RH. Dana 2. kolovoza 2006., na blagdan Gospe od Anđela, obnovljeni samostan svečano je otvoren.
Samostanska crkva u Karinu pripadala je izvornom tipu tzv. franjevačke propovjedničke crkve što i odgovara vremenu njezine gradnje potkraj trećeg desetljeća XV. stoljeća. Istovremeno sa samostanom obnovljena je i crkva u izvornom obliku. Godine 2006., franjevci Provincije Presvetoga Otkupitelja dogovorili su sa zadarskom nadbiskupijom preuzimanje župe Karin, a nadbiskupiji ustupili župu Perušić.

## Zaštićeno kulturno dobro
Samostan i crkva Bezgrešnog začeća Marijina (Gospe od Anđela) nalaze se na Listi zaštićenih kulturnih dobara Republike Hrvatske pod registarskim brojem Z-1215.